# ديردري هايد
ديردري هايد (بالإنجليزية: Deirdre Hyde)‏ هي رسامة بريطانية، ولدت في 1953 في مقاطعة سومرست في المملكة المتحدة.